# Domnișoara Christina (nuvelă)
„Domnișoara Christina” este o nuvelă fantastică scrisă de Mircea Eliade și publicată pentru prima oară în anul 1936 de către Editura „Cultura Națională” din București. Nuvela este inspirată din folclorul românesc și marchează o orientare a literaturii lui Mircea Eliade în direcția fantasticului.
Subiectul acestei nuvele îl constituie izgonirea unui strigoi ce bântuia un conac din Câmpia Dunării. O tânără femeie ce fusese ucisă în timpul Răscoalei de la 1907 și se preschimbase în strigoi își exercită apucăturile vampirice asupra locuitorilor din zona învecinată. Ea încearcă o reîntoarcere în lumea oamenilor prin intermediul dragostei, transformându-se din nou în femeie, dar vraja malefică este ruptă de un tânăr.
Nuvela „Domnișoara Christina” a stat la baza a două filme omonime românești adaptate după această operă literară: Domnișoara Christina (1992) și Domnișoara Christina (2013).
Specia literară a scrierii este disputată de critici. Astfel, „Domnișoara Christina” este considerată de unii critici (Ov.S. Crohmălniceanu, Sorin Alexandrescu, Angelo Mitchievici) ca roman (așa cum fusese subintitulată în prima ediție publicată), în timp ce alții o consideră nuvelă.

## Rezumat
Pictorul bucureștean Egor Pașchievici sosește în septembrie 1935, invitat de domnișoara Sanda (fiica cea mare a doamnei Moscu), la conacul familiei sale din Câmpia Dunării. Atmosfera de aici este sinistră: proprietatea pare lăsată în paragină, servitorii o părăsesc alungați de prezențe nevăzute, animalele pier în mod straniu. Cei care locuiesc în conac par lipsiți de vlagă și au gesturi bizare. Doamna Moscu are un comportament somnambulic și îi ignoră deseori pe oamenii din preajma ei, în timp ce fetița Simina dovedește o perversitate precoce.
Cei doi musafiri, pictorul Egor și profesorul arheolog Nazarie, află curând că conacul este bântuit de domnișoara Christina, sora mai mare a doamnei Moscu, ce fusese omorâtă în evenimentele tulburi din timpul Răscoalei de la 1907. Tânăra femeie avea porniri sadice și nimfomane, fiind amanta vechilului pe care-l împingea să săvârșească fapte de o cruzime bolnăvicioasă. În timpul Răscoalei, ea i-a chemat pe țărani la conac sub pretextul de a le împărți averea, îndemnându-i să o siluiască, iar vechilul a împușcat-o din gelozie. Trupul femeii nu a mai fost găsit, iar oamenii susțineau că ea s-ar fi transformat în strigoi. Portretul în mărime naturală al domnișoarei Christina, pictat de Mirea, îi fascinează pe musafiri, iar Egor își exprimă dorința de a repicta tabloul în stilul său propriu.
Într-una din nopți, domnișoara Christina pătrunde în visul lui Egor și își mărturisește dragostea sa pentru el, spunându-i că-l va iubi „cum niciodată n-a fost iubit vreun muritor”. Ea îl anunță că va veni la el în fiecare noapte mai întâi în vis și apoi ca o prezență reală. Începând de a doua zi, Sanda începe să se simtă tot mai rău, iar starea ei se înrăutățește după cea de-a doua apariție în noaptea următoare. Egor se logodește cu Sanda într-o încercare de a o apăra de influența malefică a strigoaicei și a persoanelor aflate sub influența ei (doamna Moscu și Simina).
Cea de-a treia apariție a domnișoarei Christina este reală, dar delirul dragostei se întrerupe brusc atunci când Egor simte rana sângerândă și se trezește ca dintr-un vis. El o respinge cu brutalitate pe Christina (care-l blestemă să se mistuie de dorul ei pentru tot restul vieții) și răstoarnă lampa de petrol, provocând un incendiu ce se extinde cu repeziciune. În același timp, profesorul Nazarie și doctorul Panaitescu o urmăresc pe Simina, fiind martorii plecării Christinei cu o trăsură fantomă. Țăranii din sat se adună la locul incendiului, iar Egor îi îndeamnă să-l însoțească în conac, unde distruge portretul domnișoarei Christina, apoi îndeplinește ritualul tradițional al uciderii strigoiului, străpungându-i inima cu un drug de fier. Uciderea definitivă a Christinei cauzează moartea Sandei și a Siminei, în timp ce doamna Moscu se prăbușește definitiv în nebunie. Egor privește conacul ce arde și începe să fie chinuit de blestemul nostalgiei și singurătății.

## Structură
Nuvela este împărțită în 18 capitole numerotate cu cifre romane și fără titluri.

## Personaje
- Egor Pașchievici — pictor bucureștean invitat de Sanda să petreacă o lună de zile la moșia familiei sale din Câmpia Dunării. Este un om cinic și rațional, nu tocmai credincios, care se raportează la realitate de pe pozițiile raționalității. El refuză să creadă în existența lumii spectrale, ajungând în final să o combată tocmai prin acele remedii tradiționale cărora le contestase anterior eficiența.[10]
- doamna Moscu — proprietara moșiei și conacului din Z. (localitate rurală aflată la nord de orașul Giurgiu și la circa 30 km de Dunăre), sora mai mică (cu șapte ani) a domnișoarei Christina. Este văduvă de câțiva ani. Are un comportament letargic și neatent, părând să-și piardă puterile odată cu venirea nopții. Dispune însă de un apetit vorace cu reminiscențe vampirice.[10]
- Sanda — fiica cea mare a doamnei Moscu, în vârstă de 19 ani. Îl iubește pe Egor, iar starea sa de sănătate începe să se înrăutățească odată cu aparițiile Christinei.
- Simina — fiica cea mică a doamnei Moscu, o fetiță de 9 ani. Are comportamentul unei femei adulte, dovedind experiență în tainele conversației și seducției amoroase, părând să fie un mediator al Christinei care i-a transmis o parte din puterile sale supranaturale. Astfel, reușește să-i intimideze pe Egor și pe Nazarie și o domină pe Sanda.[10]
- Nazarie — un arheolog și asistent universitar în vârstă de aproape 40 de ani, ucenicul profesorului Vasile Pârvan. Supraveghează săpăturile arheologice de la Bălănoaia. Este un om superstițios ce recurge frecvent la rugăciuni și la invocarea Maicii Domnului.[10]
- Panaitescu — un medic tânăr și pleșuv, pasionat de vânătoare
- doica — o femeie îmbătrânită, aproape nebună
- domnișoara Christina — o fată de moșier ce a fost ucisă pe când avea doar 20 de ani în timpul Răscoalei de la 1907, sora mai mare a doamnei Moscu
- vizitiul Christinei — o rudă de-a familiei, apariție spectrală
- Radu Prajan — un prieten al lui Egor, mort de multă vreme „într-un accident stupid de stradă”, care-l avertizează de primejdie într-un vis

## Scrierea și publicarea nuvelei

### Scrierea nuvelei
Cercetarea corespondenței lui Mircea Eliade din anii 1932–1939 evidențiază că scriitorul se plângea permanent prietenilor și apropiaților că avea o situație financiară îngrijorătoare. Dificultățile financiare l-au constrâns, potrivit mărturisirilor sale, să încheie înțelegeri cu unii editori pentru a preda cărți la anumite termene în schimbul unor sume de bani cu care să-și acopere cheltuielile de existență. Astfel, el îi scria în 14 ianuarie 1936 lui Nicolae Argintescu-Amza că salariul obținut nu-i permitea să ducă un trai decent, că o ducea foarte greu și că doar romanele pe care le scria îl ajutau să iasă din nevoi: „Aici lucrurile merg din ce în ce mai greu. Se câștigă anevoie chiar un minimum de trai decent. Dacă n-aș avea din când în când câte un roman, aș trăi la mahala, fără cărți și chiar fără tutun”. Situația s-a agravat către mijlocul anului 1936, făcându-l pe Eliade să-i scrie, la 18 mai, aceluiași corespondent că intenționa să încheie un acord cu un editor pentru predarea unui roman în termen de șase săptămâni în schimbul sumei de 20.000 de lei: „Îmi trebuie bani. Bani — deci roman. Editorul îmi poate da 20.000 lei direct contra manuscris. Și acest manuscris îl voi pregăti în cele 6 săptămâni care îmi rămân.”.
Mircea Eliade a început să scrie în vara anului 1936 un roman intitulat Ștefania, care urma să fie ultima parte a trilogiei formate din Întoarcerea din rai (1934) și Huliganii (1935). Potrivit unui contract încheiat anterior cu Editura Naționala S. Ciornei, el trebuia să-i predea un roman care să fie publicat în aceeași toamnă. Scriitorul a lipsit o perioadă din țară: el a participat la congresul mișcării Oxford Group de la Londra (unde fusese trimis la propunerea regelui Carol al II-lea) și a realizat apoi o documentare intensă la Biblioteca municipală (Stadtbibliothek) din Berlin pentru studiul „Cosmologie și alchimie babiloniană”. Reîntors în țară, a recitit manuscrisul romanului Ștefania care i s-a părut insipid și și-a dat seama că nu dispune de un timp suficient pentru a-l rescrie și finaliza. Teama că nu se va putea încadra în termen și grija pentru siguranța zilei de mâine au revenit, după cum îi mărturisea la 27 septembrie 1936 lui Argintescu-Amza: „Am avut câteva necazuri care m-au paralizat două săptămâni. Paralizia, pentru mine, înseamnă sărăcie, văd cu groază că se apropie termenul de chirie și eu n-am «manuscris». Aici am ajuns, după 12 volume publicate, și după atâtea «succese».”. În aceste condiții, el a hotărât să scrie „un roman scurt, fără legătură cu „atmosfera” ciclului Întoarcerea din rai, iar, pe de altă parte, fără incidențe autobiografice”.
Nuvela „Domnișoara Christina” a fost scrisă de Mircea Eliade în toamna anului 1936 în doar două săptămâni, „sub presiunea chiriei”, potrivit propriei mărturisiri a autorului. Scriitorul mărturisea în memoriile sale că era obsedat de multă vreme de drama persoanelor ce au murit tinere, fără a-și putea împlini aspirațiile spirituale și sentimentale, și dorea să materializeze literar această obsesie: „După atâția ani de «literatură realistă», mă simțeam din nou atras către fantastic. Mă obseda o poveste al cărei personaj principal era o tânără moartă cu treizeci de ani în urmă. Aparent, ar fi fost vorba de un «strigoi» — dar nu voiam să reiau nici tema folclorică, atât de populară la noi și la vecinii noștri, nici motivul romantic al strigoiului (gen Lenore). În fond, nu mă simțeam atras de acest aspect al problemei. Dar mă fascina drama tristă și fără ieșire a mortului tânăr care nu se poate desprinde de pământ, care se încăpățânează să creadă în posibilitatea comunicațiilor concrete cu cei vii, sperând chiar că poate iubi și fi iubit așa cum iubesc oamenii în modalitatea lor încarnată”.
Mircea Eliade a avut întotdeauna o înclinație către fantastic, existând antecedente de acest fel („mari simboluri confuze, mari elanuri lirice, exprimate cu o ciudată și nebuloasă forță”) încă de la primele manifestări literare ale sale. „Domnișoara Christina” este o experiență literară nouă, dar preia ecouri fantastice din scrierile mai vechi ale autorului, amplificându-le către alte orizonturi.

### Publicare
Volumul Domnișoara Christina a fost publicat la sfârșitul toamnei anului 1936 de către Editura „Cultura Națională” din București, după ce publicistul Isaiia Răcăciuni, secretarul literar al editurii, fusese încântat de titlu și de subiect și ceruse să citească manuscrisul. Scrierea era o nuvelă lungă, dar editorul a denumit-o roman. Succesul public al cărții a fost însă unul moderat, autorul recunoscând că acesta „a fost însă departe de cel al Huliganilor”.
Reacțiile scriitorilor și criticilor literari au fost împărțite din cauza temei prea îndrăznețe și a procedeelor literare nonconformiste care au intrat în contradicție cu obiceiurile de lectură ale cititorilor. Cartea a fost primită de critica literară „cu neîncredere, cu ostilitate sau — în cel mai bun caz — cu un semnificativ refuz de judecată răspicată. Rareori am citit mai evazive opinii despre o carte românească”, scria scriitorul și criticul Mihail Sebastian, care-și mărturisea satisfacția că această scriere provocase derută în rândul criticilor literari ai vremii, zdruncinându-le tonul sigur și conformist folosit în mod obișnuit.
Scrierea cărții a fost catalogată o experiență literară riscantă și aventuroasă generată de un spirit neliniștit și nonconformist care refuza apelul la formule clasice și dorea să-și surprindă cititorii. Majoritatea criticilor literari au scris recenzii favorabile, afirmând că atmosferă fantastică era mult mai autentică decât în scrierile românești apărute anterior, în ciuda faptului că lipseau elementele folclorice. Prietenii scriitorului (precum poetul Dan Botta și publicistul Mihail Polihroniade) și-au exprimat admirația față de nuvelă. Mihail Sebastian se declara intimidat de imaginația abundentă, de ritmurile bogate și de expresia febrilă a nuvelei, mărturisind: „E ceva așa de năvalnic în opera sa, încât simplul ei spectacol te face să simți limitele prea strânse ale propriului tău spirit”.

### Scandalul public
Cartea a devenit curând ținta atacurilor jurnalistului N. Georgescu-Cocoș, redactorul revistei Neamul Românesc (fondată de Nicolae Iorga și care circula în special în mediul universitar), care reproducea zilnic fragmente scoase din context din „Domnișoara Christina” despre precocitatea sexuală a Siminei, acuzându-l pe autor de pornografie în scopul de a provoca indignarea opiniei publice și eliminarea scriitorului din învățământ. Campania declanșată în presă a produs o deviere în receptarea scrierii, fiind împiedicate discuțiile obiective despre valoarea operei literare sau despre posibilitățile și limitele literaturii fantastice.
Citând o declarație a lui Mircea Eliade dintr-o ședință extraordinară a Societății Scriitorilor Români din primăvara aceluiași an în care autorul se declarase împotriva folosirii pornografiei ca un mijloc de publicitate literară, unii scriitori și-au exprimat în iarna anului 1936 satisfacția că Eliade a devenit prima victimă a propriei sale campanii. Criticul Șerban Cioculescu a publicat un foileton intitulat „Fiecare pasăre...” în revista Adevărul literar și artistic, în care s-a opus judecării operelor literare de pe poziții ideologice sau moralizatoare, scriind că nu se poate face distincție între scriitorii autentici („erotomani”) și oportuniștii amatori de scandal (pornografi) în ceea ce privește includerea unor scene erotice în operele literare. El a condamnat totuși acuzele aduse lui Eliade doar pentru că proveneau de la un neavenit („un neom sub raportul existenței artistice sau mai în genere publicistice, dl. N. Georgescu-Cocoș, care în viața sa n-a semnat un articol gazetăresc remarcabil sau o pagină bună de literatură”).
Mircea Eliade s-a apărat și a afirmat că scenele de „un erotism agresiv și sălbatic” din cărțile sale au fost scrise din dorința de a evidenția vitalitatea personajelor sale și nu în scopul de a crea un scandal literar care să-i promoveze opera literară. În ceea ce privește precocitatea erotică a Siminei, autorul a furnizat următoarea explicație: „Unii nu înțeleg de ce Simina are nouă ani; precocitatea ei erotică îi dezgustă. Dar tocmai pentru a face limpede faptul că Simina e o posedată, o demoniacă, i-am dat vârsta de nouă ani. La paisprezece-cincisprezece ani, ar fi avut aerul unei precocități maladive, dar în ordinea firească a lucrurilor — tocmai ce voiam eu să evit”.

### Procesul de calomnie intentat de Eliade
În primăvara anului 1937, cam prin perioada în care Editura Naționala S. Ciornei din București a publicat volumul Șarpele, a izbucnit un scandal public prilejuit de tipărirea în presă a unui comunicat oficial scris de Constantin Kirițescu, director general în Ministerul Instrucției Publice, prin care Mircea Eliade era acuzat că ar fi autorul anumitor scrieri „pornografice”; acuzația se referea la nuvela „Domnișoara Christina”. Potrivit scriitorului, Ministerul urmărea prin acel comunicat să obțină o solicitare publică pentru excluderea lui Eliade din învățământul universitar.
Mircea Eliade a dat în judecată Ministerul Instrucției Publice pentru calomnie, cerând o despăgubire simbolică de un leu. Sute de studenți de la Facultatea de Litere și Filozofie, de la Facultatea de Teologie, de la Politehnică și de la Facultatea de Științe și Medicină au semnat manifeste de protest față de comunicatul Ministerului, iar mai multe personalități publice (printre care Nae Ionescu, Constantin Rădulescu-Motru, Alexandru Rosetti, Niculae I. Herescu, generalul Nicolae Condeescu, Liviu Rebreanu, Vasile Voiculescu, Ionel Teodoreanu, C.C. Giurescu, Octav Onicescu) s-au ridicat în apărarea scriitorului. Procesul a fost amânat de câteva ori, scriitorul primind câștig de cauză din partea Tribunalului. Ministerul a făcut recurs, dar instaurarea dictaturii regale în primăvara anului 1938 a determinat promulgarea unui decret-lege care suspenda din oficiu toate procesele intentate ministerului în ultimii ani.
Chiar dacă a dovedit că acuzațiile la adresa scrierii sale au fost nefondate, autorul a fost influențat în mod negativ de tot acest scandal și a ajuns să creadă că nuvela sa este lipsită de valoare. Într-o însemnare din 26 ianuarie 1943, publicată în Jurnalul portughez, Mircea Eliade își exprima speranța că publicul și opinia critică vor redescoperi mai târziu valoarea nuvelei: „Recitesc, pentru o nouă ediție, Domnișoara Christina. Sunt surprins de valoarea ei. Cartea aceasta, pe care n-o mai răsfoisem din 1936, când am scris-o și publicat-o, mi se părea ratată, sugestionat și eu de corul criticilor și a unora dintre prieteni, care o considerau fie perversă, fie erotică, fie de un fantastic factice. Azi, îmi dau seama că mă înșelasem și sunt sigur că, în douăzeci sau cincizeci de ani, cartea aceasta va fi redescoperită”. Trecerea timpului a stins scandalul mediatic, iar „Domnișoara Christina” a început să fie analizată în mod obiectiv și revalorizată.
Volumul a fost reeditat în anul 1943 de Editura Contemporană din București, după care opera literară a lui Mircea Eliade a fost interzisă la publicare timp de peste două decenii de către autoritățile regimului comunist. Nuvela „Domnișoara Christina” a fost inclusă apoi în volumul La țigănci și alte povestiri, tipărit în anul 1969 de Editura pentru literatură din București, reintrând astfel în circuitul public. Cartea a apărut într-un tiraj destul de mic pentru acele vremuri și, cu toate că a fost prost difuzată în rețeaua de librării, s-a epuizat rapid. Prefața volumului, intitulată „Dialectica fantasticului”, a fost scrisă de profesorul Sorin Alexandrescu, nepotul autorului.
O nouă recitire a „Domnișoarei Christina” după încă douăzeci de ani i-a produs autorului unele regrete că nu a abordat toate aspectele spirituale ale întâmplării, iar din acest motiv textul nu ar fi suficient de clar. „Ar fi trebuit, poate, să insist mai mult asupra sensului secret al Domnișoarei Christina: un «spirit» care încearcă să-și recupereze condiția carnală, răstoarnă toate legile Firii. De aici oroarea, spaima, imoralitatea pe care o provoacă orice «apariție». Simina, fetiță de 9-10 ani, se comportă ca o femeie sexualicește matură, datorită raporturilor ei «spirituale» cu «spiritul» Domnișoarei Christina. Simina provoacă aceeași «oroare» ca și apariția fantomei care nu voia să se despartă de pământ”, nota într-o însemnare datată 26 iulie 1965 din Jurnalul inedit.

## Tema principală
Tema principală a „Domnișoarei Christina” o reprezintă conflictul fantastic generat de confruntarea a două supraforțe, Viața și Moartea. Cele două supraforțe sunt reprezentate de două grupuri de personaje: cele benefice (Egor, Nazarie, doctorul și țăranii din sat) și cele malefice (strigoaica domnișoara Christina și aliatele ei: doamna Moscu, Simina, fetița posedată, vizitiul etc.). Personajul Sanda nu poate fi inclus într-o singură tabără, ci aparține alternativ ambelor tabere.
În mod obișnuit, viii și morții rămân în lumi diferite, care nu comunică între ele. Apariția strigoiului cu statut dual tulbură echilibrul între cele două lumi, anulând frontiera ce separă lumea viilor de lumea morților. Prezența domnișoarei Christina în lumea viilor este reală, atestată de dovezi indubitabile (parfumul de violete, o mănușă pierdută ce se transformă în scrum la atingere). Cele două tabere se asediază reciproc, declanșând, potrivit prof. Alexandrescu, „o adevărată strategie a teroarei”.
Personajul titular al nuvelei a rămas captiv între cele două lumi, reîntorcându-se periodic în locurile unde copilărise și unde nu apucase să-și trăiască tinerețea. Postexistența sa fantomatică nu putea fi prelungită decât cu sângele animalelor de la conac și din sat; irupțiile fantasticului în viața cotidiană sunt deci malefice.
Trecerea între cele două lumi se face cu o caleașcă veche condusă de un vizitiu fantomatic, simbol al luntrii lui Charon. Uciderea ritualică a strigoiului restabilește ordinea firească a lucrurilor, redând trupul Christinei lumii morților, căreia acesta trebuia de mult să-i aparțină, iar focul simbolic din final șterge urmele conflictului.

## Analiză
Critica literară a identificat două axe stilistice ale prozei lui Mircea Eliade: una realistă (Maitreyi, Întoarcerea din rai, Huliganii etc.) și o alta fantastică („Domnișoara Christina”, „Șarpele”, „Secretul doctorului Honigberger” etc.). Ambele direcții literare ale lui Eliade se bazează pe ideea de experiență, substituind conceptului de originalitate (tipic romantismului) pe cel de autenticitate. Acțiunea romanelor și a nuvelelor este inspirată într-o măsură mai mare sau mai mică de experiența trăită de autor. Scriitorul considera că proza trebuie să cuprindă o „experiență” trăită de autor și să prezinte cu autenticitate etapele de evoluție a eului. „Orice se întâmplă în viață poate constitui un roman. Și în viață nu se întâmplă numai amoruri, căsătorii sau adultere, se întâmplă și ratări, entuziasme, filozofii, morți sufletești, aventuri fantastice. Orice e viu se poate transforma în epic. Orice a fost trăit sau ar putea fi trăit”, afirma el.
Proza fantastică a lui Mircea Eliade are la bază două tipuri de simboluri: unul folcloric („Domnișoara Christina”, „Șarpele”) și altul indic („Secretul doctorului Honigberger”, „Nopți la Serampore”). Potrivit criticului Sorin Alexandrescu, „Domnișoara Christina” dezvoltă „un soi de mister medieval, realizat în spațiul românesc, comparabil cu unele piese de teatru ale lui Blaga”.
Autorul a fost preocupat să descopere sensul autentic și profund al existenței umane, imaginând călătorii inițiatice în lumi paralele pentru a evidenția opoziția între esențial și banal și irelevanța timpului în descrierea sacrului. Intenția scriitorului era să reveleze existența a două lumi paralele în Universul cotidian: o lume reală-profană (lumea de aici) și o lume sacră (lumea de dincolo) care se manifestă permanent, dar discret.

### Evoluția conflictului
Confruntarea se petrece într-un spațiu anistoric, cu un fundal greco-traco-scitic. Domnișoara Christina, moartă de aproape 30 de ani, suferă o materializare treptată prin transferul magic de viață de la nepoata ei, Sanda. Aceasta din urmă se „îmbolnăvește” misterios chiar în noaptea primei apariții a Christinei, starea ei se înrăutățește în timpul celei de-a doua nopți, iar Sanda va muri în cea de-a treia noapte, odată cu Christina.
Evoluția formei de materializare a Christinei este graduală. Astfel, ea este la început invizibilă, comunicând doar cu anumite personaje ca doamna Moscu și Simina, în timp ce celelalte personaje nu o văd, dar îi simt prezența. Apariția ei este pregătită prin basmul povestit de Simina despre un feciorul de cioban îndrăgostit de o împărăteasă moartă și de povestirea profesorului Nazarie despre moartea misterioasă a Christinei. Personajul pătrunde în visul lui Egor, dizolvând lumea onirică prin prezența ei și transformând-o prin propriile sale puteri supranaturale. Christina își refuză existența de strigoi și încearcă să revină în lumea oamenilor prin intermediul dragostei, unind între ele cele două lumi: „Nu te speria, dragostea mea, șopti atunci Christina. Nu-ți voi face nimic. Ție nu-ți voi face nimic. Pe tine te voi iubi, numai... (...) ...Te voi iubi cum niciodată n-a fost iubit vreun muritor, adăogă Christina. (...) De aici, din lumea mea, eu voi veni în fiecare noapte la tine; la început, în somn, Egor, și pe urmă în brațele tale, dragostea mea... Să nu-ți fie teamă, Egor, să crezi în mine...”
Cea de-a doua întâlnire a Christinei cu Egor se petrece tot în vis, iar comunicarea se petrece de această dată prin telepatie; cei doi își citesc reciproc gândurile. Domnișoara îi arată puterile sale, introducând un element suplimentar de tensiune, Diavolul: „Se simțea privit de altcineva, a cărui groază nu o mai încercase. Frica i se lămurea acum cu totul altfel; ca și cum s-ar fi trezit deodată într-un trup strein, dezgustat și de carnea, și de sângele, și de sudoarea rece pe care o simțea și care nu mai era totuși a lui. Apăsarea acestui trup strein era peste putință de suferit. Îl gâtuia, îi sorbea aerul, istovindu-l”. Prezența mesagerului diabolic are sensul de a-i aminti lui Egor de pericolele nesupunerii, dar și de a crea impresia „binefăcătoare” a prezenței ei. „Eu ți-am adus aici teroarea celuilalt, mai rău și mai drăcesc decât mine...”, afirmă Christina.
Aparițiile Christinei sunt nocturne, ea fiind suplinită diurn de Simina, care dobândește o parte din puterile supranaturale ale mătușii sale. Egor simte acel transfer de putere către fetiță, simțindu-se lipsit de vlagă după înfruntarea verbală din grajdul părăsit și devenind victima sadismului și erotomaniei bruște ale fetiței în scena înfruntării din pivniță. Profesorul Sorin Alexandrescu compara dubla personalitate a Siminei cu cea a celor doi copii din nuvela „The Turn of the Screw” (1898) a lui Henry James.
Cea de-a treia întâlnire a Christinei cu Egor (prezentată în capitolele XIV și XV) urma să realizeze o unificare totală a celor două conștiințe. Christina nu mai este acum o ființă spectrală; ea apare ca femeie, iar erosul supranatural produce eliberarea unei conștiințe pure, rupte de timp, ce poate înălța personajele deasupra condiției lor. „Carnea lui se risipea înnebunită, căci voluptatea îl sugruma, îl umilea. Gura Christinei avea gustul fructelor din vis, gustul tuturor bețiilor neîngăduite, blestemate. Nici în cele mai drăcești închipuiri de dragoste nu picurase atâta otravă, atâta rouă. În brațele Christinei, Egor simțea cele mai nelegiuite bucurii, o dată cu cereasca risipire, împărtășire în tot și în toate. Incest, crimă, nebunie – amantă, soră, înger... Totul se aduna și se mistuia alături de carnea aceasta incendiată și totuși fără viață...” Simțirea rănii sângerânde a Christinei rupe însă vraja dragostei, iar unificarea și transcendența conștiințelor nu se mai produce. Martor al unei posibile minuni, Egor devine un damnat care a văzut și n-a fost demn, fiind condamnat astfel la memoria veșnică a propriul său eșec: „Ești și tu ca toți ceilalți, Egor, dragostea mea! Ți-e frică de sânge!... Ți-e frică de chiar viața ta, de destinul tău de muritor!.... Pentru un ceas de iubire, eu n-am șovăit în fața celui mai aspru blestem. Și tu șovăi în fata unei picături de sânge, Egor, muritorule... (...) Mă vei căuta o viață întreagă, Egor, fără să mă găsești! Vei pieri de dorul meu... Și vei muri tânăr, ducând în mormânt șuvița asta de păr!... Ia-o, păstreaz-o!”.
Uciderea Christinei nu anulează însă blestemul, ci îl amplifică. Vraja este ruptă, iar Moartea irupe cu violență în spațiul înconjurător. Victoria eroului pare a fi o victorie à la Pirus. Egor este muritorul care a învins strigoiul, dar și-a pierdut propria șansă de a-și depăși condiția umană și de a pătrunde în Absolut.

### Inspirația folclorică și eminesciană
„Domnișoara Christina” este o nuvelă cu un filon fantastic îndepărtat extras din folclorul românesc și din poezia și proza eminesciană. Mircea Eliade a valorificat motive folclorice românești (strigoiul, ursita, ritualul magic, blestemul mistuitor, basmul povestit de Simina, descântecul băbesc din final), inspirându-se și din creațiile eminesciene. Autorul introduce citate din poeziile „Luceafărul” și „Strigoii” de Mihai Eminescu, dar și din nuvela „Sărmanul Dionis”. Tentația de a depăși propria condiție existențială este o notă romantică comună atât nuvelei lui Eliade, cât și în textelor eminesciene citate mai sus.
„Domnișoara Christina” reia tema dragostei imposibile a două personaje din lumi diferite din poemul „Luceafărul”, inversând însă rolurile feminine și masculine. Egor, ca și fata de împărat din poemul eminescian, este muritorul care respinge tentația absolutului, preferând unei ființe superioare (domnișoara Christina, respectiv Luceafărul) o iubire pământească (Sanda, respectiv Cătălin). Domnișoara Christina rostește obsesiv versurile de chemare a Luceafărului, plutind cu o grație „mai mult sensuală decât lugubră, mai mult visătoare decât fantomatică, mai mult delicată decât demonică”.

### Alte posibile surse de inspirație
Fără a nega influențele folclorice românește (identificabile în descrierea spațiului specific autohton și în dialoguri), unii autori au considerat că există asemănări mai mari cu scrierile cu vampiri din literatura occidentală precum povestirea „Moarta îndrăgostită” (1836) a lui Théophile Gautier, nuvela „Carmilla” (1872) a lui Joseph Thomas Sheridan Le Fanu sau romanul Dracula (1897) al lui Bram Stoker sau cu scrieri gotice occidentale mai vechi din care împrumută numeroase elemente precum epigraful sau cărțile din biblioteca „strigoaicei”.

### Precocitatea criminală a Siminei
Precocitatea personajului Simina a stat la baza scandalului public creat în jurul cărții. Fetița în vârstă de 9 ani ascundea sub un obraz de păpușă manifestări de un demonism precoce și o luciditate dezarmantă. Astfel de tipuri de copii erau întâlnite mai ales în literatura engleză, fiind puțin cunoscute cititorilor români. Mihail Sebastian o compara pe Simina cu personaje din romanele La răscruce de vânturi (1847) de Emily Brontë și Un ciclon la Jamaica (1929) de Richard Hughes.
Mircea Eliade introdusese anterior asemenea personaje tulburătoare prin ingenuitatea criminală în romanul Isabel și apele diavolului (1930), dovedind o cunoaștere a lumii copilăriei și a pubertății. „Farmecul confuz” și „grația odioasă” a Siminei creează cititorilor amintiri complexe și sentimente de neliniște, contribuind la cristalizarea valorii literare a nuvelei.

## Aprecieri critice
Analizând proza fantastică interbelică a lui Mircea Eliade, criticul Ov.S. Crohmălniceanu considera că autorul manifestă o pasiune eminesciană pentru marile mituri cosmogonice, având o intuiție a misterului și un dar al evocării care șterge frontiera ce desparte realitatea cotidiană de miraculos. „Literatura lui înfăptuiește o remarcabilă prospectare a lumii interioare, înspre acele zone-limită de ordin abisal”, concluzionează criticul.
Prozatorul este interesat de un fantastic de origine folclorică, ce încorporează elemente mitice și religioase. Scrierile sale au un caracter benign, păstrându-și puritatea lirică și fiind lipsite de tragism și grotesc. Fantasticul său nu tulbură și nu dezechilibrează ființa. Din acest motiv, se poate spune că originalitatea creației lui Mircea Eliade se datorează faptului că exprimă o spiritualitate românească. Nuvela „Domnișoara Christina” este singulară în ansamblul operei lui Mircea Eliade, având o oarecare nuanță demonică (strigoi, fetițe posedate, tineri care trăiesc neputincioși sentimentul morții) introdusă probabil sub presiunea subiectului referitor la contactul posibil între strigoi și oamenii vii. Criticul Șerban Cioculescu considera că autorul exploatează teme fantastice din folclorul universal „cu luciditate, dar și cu o dexteritate însușită din lecturile englezești”, în timp ce eseistul Ioan Petru Culianu afirma că narațiunea lui Eliade face apel la toate rețetele demonologice ale folclorului românesc.
Valoarea nuvelei se datorează, în opinia scriitorului Mihail Sebastian, extraordinarei sale puteri de imaginație și de emoție, temei îndrăznețe, întrebărilor stranii pe care le ridică și mai ales fuziunii directe dintre fantastic și real. „Nu sunt două planuri care alunecă, fără să se întâlnească, ci două lumi care comunică așa de strâns, încât hotarele lor se destramă delà un anumit moment și pier. Domnișoara Christina întinde din lumea ei de vis o mână către viață. Nu e o halucinație, nu e un caz de isterie, nu este o nălucă ce va pieri o dată cu deșteptarea din somn. Realitatea ei este certă, prezentă, plastică”.
Profesorul Sorin Alexandrescu afirma că nuvela are o compoziție impecabilă, fiind lipsită de ambiguitatea finală din celelalte povestiri fantastice. Criticul Nicolae Manolescu asemăna fantasticul psihologic din Domnișoara Christina (1936) cu cel din nuvelele Le Horla a lui Guy de Maupassant și The Turn of the Screw a lui Henry James, „dar mereu un ton prea sus”.
O opinie diferită a formulat criticul George Călinescu. Analizând scrierile autorilor din noua generație, el considera că scrierile lui Mircea Eliade sunt o întrupare fidelă a experimentalismului gidist. Potrivit lui André Gide, sensul artei era cunoașterea, iar un artist este mai desăvârșit cu cât trăiește cât mai intens și pune mai multe probleme sub forma „trăirilor”. Această atitudine se reflectă în interesul pentru experimentalismul exotic și ezoteric, ca și pentru sexualitate. Criticul suspectează literatura fantastică a lui Eliade de lipsă de profunzime; el reduce nuvela „Domnișoara Christina” doar la aspectul său trăirist, afirmând că „autorul urmărește experiențele sexuale cu femeile-vampir și-și expimă dorinți de împerechere teribile: cu o moartă, cu un copil și cu o bolnavă”. În aceeași notă, criticul Dumitru Murărașu considera că în această nuvelă autorul „exploatează sensaționalul lipsit de adâncime literară”, abătându-se de la calea urmată în Maitreyi și cantonându-se într-un „intelectualism pretențios”.
Scriitorul și criticul Oliviu Crâznic considera că nuvela aparține mai degrabă curentului literar decadentist decât romantismului și opina în anul 2020 că „se impune (...) o reevaluare critică a importanței acestei opere în istoria literaturii române. În opinia noastră, fără a se ridica la nivelul Arancăi lui Cz. Petrescu, rămâne unul dintre vârfurile beletristicii eliadești, alături de scrieri precum Maitreyi ori Nopți la Serampore”.

## Traduceri
Nuvela „Domnișoara Christina” a fost tradusă în mai multe limbi străine: franceză („Mademoiselle Christina”, L'Herne, coll. „Les Livres noirs”, Paris, 1978, cu o introducere în franceză de Mircea Eliade; traducere de Claude B. Levenson, reeditată în 1979, 1989, 1990 și 2009), germană („Fräulein Christine”, Suhrkamp-Taschenbuch Verlag, Frankfurt pe Main, 1980; traducere de Edith Silbermann, reeditată în 1992), maghiară („Christina kisasszony”, în vol. Serampuri Ejszakak, Editura Kriterion, București, 1980; traducere de János Székely), italiană („Signorina Christina”, Jaca Book, Milano, 1983; traducere de Simonetta Falcioni, reeditată în 1984), spaniolă („La señorita Cristina”, Editorial Lumen, Barcelona, 1984; traducere de Joaquín Garrigós Bueno, reeditată în 1994),
- cehă („Slečna Kristýna”, în vol. Pět rumunských novel, Editura Odeon, Praga, 1984; traducere de Jiří Našinec, reeditată în 1991 de editura Nakladatelství Lidové din Praga în vol. Slečna Kristýna),[72][73]
- slovacă („Slečna Kristína”, în vol. Maitreyi. Slečna Kristína, Slovenský spisovateľ, Bratislava, 1988; traducere de Hilda Bunčáková și Ľubica Vychovalá),[74][75]
- turcă („Matmazel Christina”, Metis Edebiyat Dizisi, Istanbul, 1991; traducere de Roza Hakmen), engleză („Miss Christina”, în vol. Mystic Stories: The Sacred and Profane, editat de Kurt Treptow în seria Classics of Romanian Literature Series, Vol. II, East European Monographs, Boulder, 1992; traducere de Ana Cartianu),[76]
- rusă („Девица Кристина”, în revista literară Иностранная литература, Moscova, nr. 3, martie 1992; traducere de Anastasia Starostina, reeditată în 1996 de Editura Enigma din Moscova în vol. Под тенью лилии și în 2000 de Editura Kriterion din Moscova în vol. Девица Кристина),[77][78][79]
- japoneză („Reijō Kurisutina”, în vol. Reijō Kurisutina, Sakuhinsya, Chiyoda–Tokyo, 1995; traducere de Haruya Sumiya, reeditată în 2003 de aceeași editură în vol. Eriāde gensō shōsetsu zenshū, vol. 1 (1936–1955)),[80][81][82][83]
- bulgară („Госпожица Кристина”, în vol. Гадателят. Госпожица Кристина. При циганките, Zaharii Stoianov, Sofia, 2002; traducere de Ognean Stamboliev) și portugheză („Senhorita Christina”, Tordesilhas Livros, São Paulo, 2012; traducere de Fernando Klabin).[84] Unele traduceri au fost reeditate sau revizuite.

## Adaptări
Nuvela „Domnișoara Christina” a constituit o sursă de inspirație pentru alte creații artistice, care au încercat să capteze sensurile dramatice, lirice sau plastice ale operei literare. Textul lui Eliade a inspirat două opere muzicale: Domnișoara Christina a lui Șerban Nichifor și La señorita Cristina a lui Luis de Pablo, un film de televiziune (regizat în 1992 de Viorel Sergovici), un film de cinema (regizat în 2013 de Alexandru Maftei) și un tablou al pictorului ieșean Dimitrie Gavrilean.

### Filme

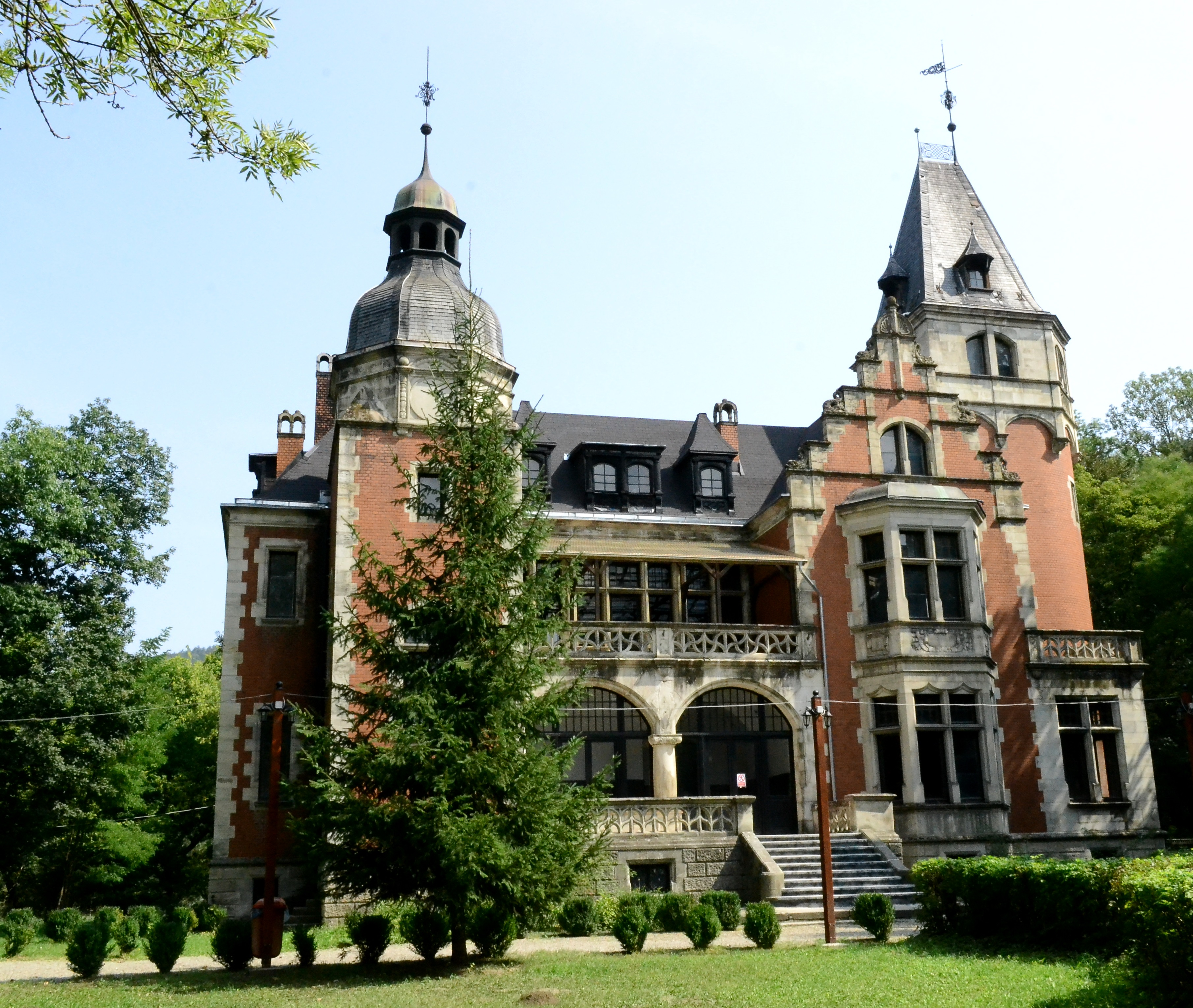
Castelul Ghika din Dofteana, locul unde s-a turnat filmul din 2013.

Primul proiect de realizare a unui film după „Domnișoara Christina” datează din anul 1971. Potrivit prof. Mac Linscott Ricketts, regizorul Radu Gabrea scrisese un scenariu pentru un film de lungmetraj intitulat La deuxième mort de Mademoiselle Christina în care își propunea să prezinte într-un mod poetic mitul prelungirii existenței dincolo de moarte. Filmul, ce urma să fie o coproducție franco-elvețiană (Milos–film / Freddy Landry, Meudon – Les Verrières, Elveția), nu a mai fost realizat. Scenariul lui Radu Gabrea se află astăzi la Biblioteca Universității din Chicago.
Nuvela a fost ecranizată în anul 1992 de către regizorul Viorel Sergovici, după un scenariu scris de regizor în colaborare cu Adriana Rogovschi și Florica Gheorghescu, într-un film de televiziune omonim cu o durată de 109 minute. Rolurile principale au fost interpretate de Adrian Pintea (Egor), Dragoș Pâslaru (Nazarie), Irina Petrescu (dna Moscu), Mariana Buruiană (Christina), George Constantin (doctorul), Raluca Penu (Sanda), Medeea Marinescu (Simina) etc. Filmul a fost produs de Televiziunea Română (Departamentul Film Teatru) în colaborare cu Éditions de L’Herne – Paris, fiind deci o coproducție româno-franceză. Filmările au fost realizate cu sprijinul Academiei Române la Muzeul Țăranului Român.
Filmul lui Sergovici respectă cu fidelitate textul original al operei literare, prezentând o încleștare între viață și moarte într-o atmosferă apăsătoare „de așteptare și angoasă”. Personajele devin prizoniere ale unor spații închise și încărcate (odăile vechi ale conacului), trăind un sentiment de claustrare și de subjugare a propriei voințe unei puteri necunoscute, dar simțite. Cineastul distribuie însă o actriță adolescentă (Medeea Marinescu, în vârstă de 18 ani) în rolul Siminei, anulând astfel funcția de copil fermecat al personajului. Ecranizarea lui Viorel Sergovici a obținut 4 premii UNITER în anul 1992: premiul pentru cel mai bun film de ficțiune, premiul pentru imagine film de ficțiune realizat în tehnică video, premiul pentru scenografie și premiul pentru montaj electronic. Criticii de film au avut opinii pozitive. Paul Alexandru Georgescu îl descria ca un „joc de forme și culori, de sensuri și sugestii”, în timp ce Grid Modorcea îl considera „poate cea mai bună dintre ecranizările eliadești de până acum”.
Au mai existat și alte proiecte cinematografice inspirate de această operă literară. Astfel, cineastul Adrian Istrătescu-Lener (stabilit la Paris) a realizat un proiect de ecranizare a scrierii eliadiene care a câștigat concursul CNC din februarie–aprilie 2003. Filmul nu s-a mai realizat din cauza disensiunilor apărute între regizor și producător (Domino Film), iar banii au fost returnați. Cineastul a depus același scenariu la concursul de proiecte din august 2007, cu un alt producător (M.D.V. Film), și a câștigat iarăși, obținând o finanțare de 1,13 milioane lei. Filmul a fost produs în cele din urmă de Abis Studio (în coproducție cu Mitra Film), care l-a desemnat ca regizor pe Alexandru Maftei. Scenariul a suferit modificări, fiind rescris de Alexandru Maftei, în colaborare cu Raluca Durbacă și Adrian Istrătescu Lener.
Filmul Domnișoara Christina a fost finalizat abia în anul 2013 și are o durată de 101 minute. Rolurile principale au fost interpretate de Tudor Aaron Istodor (Egor), Anastasia Dumitrescu (Christina), Ioana Anastasia Anton (Sanda), Maia Morgenstern (dna Moscu), Ovidiu Ghiniță (Nazarie), Ioana Sandu (Simina), Ioan Andrei Ionescu (doctorul) etc. Filmările au fost realizate la Castelul Ghika din Dofteana (județul Bacău). Recenziile critice au fost mixte, fiind evidențiate calitatea imaginii, a scenografiei și a coloanei sonore, dar și lipsa de competență și incapacitatea regizorului de a reflecta conotațiile filozofice și metafizice ale poveștii, precum și interpretările plate și artificiale ale actorilor (în special Tudor Istodor și Maia Morgenstern).
În afara acestor două filme, au mai existat și alte încercări de ecranizare a nuvelei. Presa românească consemna în anul 2006 că regizorul francez de origine chiliană Raoul Ruiz intenționa să realizeze un film după „Domnișoara Christina”, împreună cu producătorul Atlantis Film. Proiectul nu a mai fost realizat, cineastul nereușind să obțină finanțare din partea CNC la concursul din decembrie 2006.

### Muzică
Două opere muzicale au fost inspirate de această scriere.
Compozitorul Șerban Nichifor a compus în anii 1980–1982 o dramă lirică în două acte intitulată Domnișoara Christina, după propriul libret. Opera a fost realizată cu acceptul scriitorului (obținut la 27 februarie 1980), compozitorul corespondând și discutând telefonic de câteva ori cu Mircea Eliade. Prima audiție a operei în concert a avut loc la 20 martie 1984 în Sala „Mihail Jora” a Radiodifuziunii Române, cu soliști (Iulia Buciuceanu, Georgeta Stoleriu, Valeria Gagealov, Elena Grigorescu, Adina Iurașcu, Ana Piuaru, Liana Lungu, Lucian Marinescu, Alexandru Moisiuc, Pompeiu Hărășteanu, Vladimir Popescu-Deveselu) și cu orchestra Filarmonicii din Ploiești, dirijată de Ludovic Bacs. Premiera absolută a drame lirice a avut loc la 22 iunie 1994 la Opera Națională din Timișoara. Spectacolul a fost regizat de Marina Emandi Tiron, având scenografia realizată de Dumitru Popescu și coregrafia de Ștefan Gheorghe. Distribuția operei era următoarea: Simona Suhai (Domnișoara Christina, balerină/recitatoare), Elena Gaja (Doamna Moscu, contralto), Diana Matei (Diana Papp) (Simina, soprană), Costică Gâdea (Egor, bariton), Vasile Tcaciuc (Nazarie, bas), Alexandru Serac (Doctorul, tenor).
Opera lui Șerban Nichifor este structurată în două acte, actul I având cinci scene, iar actul II trei scene. Există zece inserții de film pe cortină și pe pereții încăperilor. Compozitorul a insistat pe latura filozofică a romanului lui Eliade (cu evidente filiații eminesciene) și în special pe ideea întrepătrunderii permanente a planului material cu cel spiritual într-o poveste de dragoste damnată ce transgresează lumea profană și continuă „dincolo de vămile văzduhului”. Planul real este sugerat în actul I de muzica orchestrală tradițională, iar planul imaginar prin muzică electronică, pentru ca în actul II situația să se inverseze într-o anamorfoză sonoră a realului în imaginar. Glisarea planului oniric peste cel real este realizată prin prezența unor fragmente de vals aparent dezarticulate ce sugerează o înlănțuire nefirească a celor două lumi.
Criticii muzicali au apreciat demersul componistic inedit al lui Șerban Nichifor, numindu-l pe autor „filosof șlefuitor de lentile” și „maestru al anamorfozelor”, precum și „un admirabil melodist și totodată un fermecător generator de culoare armonică și orchestrală”, care a demonstrat că are „ambiția de a cuceri dimensiunile sensibilului auditiv, de a cultiva și aureola tradiția prin forța prezentului”.
Compozitorul spaniol Luis de Pablo a compus în anii 1997–1999 o operă în trei acte și zece scene intitulată La señorita Cristina, care a avut premiera la 10 februarie 2001, pe scena Teatrului Regal din Madrid. Directorul muzical al spectacolului a fost José Ramón Encinar, iar autorii scenografiei și coregrafiei au fost Francisco Nieva și respectiv Pedro Berdäyes. Distribuția operei era următoarea: Victoria Livengood (Christina, soprană), Francesc Garrigosa (Egor, tenor), Francisc Bas (Radu, tenor), Pilar Jurado (Simina, soprană), Louis Otez (Nazarie, bariton), Sylvie Sullé (Sanda, contralto), Maria José Suarez (dna Moscu, mezzosoprană).
Opera lui Luis de Pablo este structurată în trei acte; fiecare act începe cu o introducere, iar scenele sunt separate între ele prin intermedii. Punctul de plecare al compozitorului l-a constituit întrepătrunderea realului cu oniricul, universul erotic al domnișoarei Christina fiind văzut ca o posibilitate oferită unui muritor de a deveni nemuritor. Fiecare scenă are un număr redus de personaje: Egor este prezent în toate cele zece scene, în timp ce Christina apare doar în trei. Fragmente de vals sunt inserate în două scene: în povestirea de către Simina a vizitelor nocturne ale Christinei și în „balul fantomelor”. Finalul operei îl constituie dispariția Christinei după ce a fost respinsă de Egor.

### Teatru
Nuvela a fost adaptată ca piesă de teatru și a fost jucată în anul 1997 pe scena Teatrului Nou din Riga, într-un spectacol regizat de Viesturs Kairišs. Rolurile principale au fost interpretate de Elita Kļaviņa (Sanda), Aurēlija Anužīte (dra Christina), Maija Apine (doamna Moscu), Guna Zariņa (Simina), Regīna Razuma, Andris Keišs (Egor), Māris Liniņš, Ģirts Krūmiņš (prof. Nazarie) și Ģirts Ēcis, iar scenografia și costumele au fost create de Ieva Jurjāne. Premiera spectacolului a avut loc la 10 octombrie 1997.
Adaptări teatrale ale nuvelei au fost realizate și în România. Astfel, o adaptare concentrată a capitolelor XIV și XV, cu un singur personaj: domnișoara Christina (interpretată de actrița Oana Pavalache), a fost montată în anul 1999 în regia Dumitrianei Condurache în subteranele Casei Pogor din Iași. Regizoarea a optat să reducă întregul text la momentele de maximă intensitate (ideea de dragoste de dincolo de lume), concentrând întregul univers al piesei doar la apariția și reacțiile domnișoarei Christina. Spectacolul avea loc într-un spațiu cu memorie, cu decoruri preexistente și lumină difuză. Personajul își făcea apariția printr-un efect optic de dincolo de o oglindă dreptunghiulară cu ramă, apropiindu-se treptat de spectatori și apoi retrăgându-se violent în lumea ei. Criticul Ștefan Oprea îl numea „un spectacol teatral insolit”, cu aspect de „monolog în formă, dialog în substanță” și cu o interpretare „concentrată, încărcată de emoție și lirism, fără a eluda nuanțele necesare ale fantasticului”.
Editura „Humanitas-Multimedia” a lansat în anul 2006 o variantă audiobook a cărții, în lectura actorului Ion Caramitru.

### Pictură
Tabloul pictorului Mirea din nuvelă l-a inspirat pe pictorul ieșean Dimitrie Gavrilean să realizeze în anul 1993 un tablou omonim (ulei pe pânză), care a fost donat Muzeului Literaturii Române din Iași de către Horia Stelian Juncu. Pictura a fost reprodusă pe coperta revistei Dacia Literară, nr. 3 (42), 2001.
Figura domnișoarei Christina (ucisă în timpul Răscoalei din 1907) este păstrată în familie prin portretul aflat în conacul familiei Moscu: „(...) un portret în mărime naturală al Christinei; l-a pictat Mirea. Copiii o știu după portretul acela (...)”. Pictorul Egor realizează o descriere fidelă a tabloului: „Domnișoara Christina zâmbea din portretul lui Mirea, parcă l-ar fi privit într-adins pe el. Era o fată foarte tânără, îmbrăcată într-o rochie lungă, cu talia subțire și înaltă, cu buclele negre lăsate pe umeri. (...) Plutea mult dor și multă jale în ochii domnișoarei Christina. Zadarnic îi zâmbea ea familiar, zadarnic își strângea cu mâna umbreluța albastră și își ridica pe furiș o sprânceană, parcă l-ar fi invitat să râdă și el de pălăria ei prea mare și prea încărcată, pe care, firește, n-o poate suferi, dar a pus-o pentru că așa i-a cerut mama („Nu stă bine unei domnișoare să pozeze decât desăvârșit îmbrăcată!”). Domnișoara Christina suferea în nemișcarea ei.”
Tabloul lui Dimitrie Gavrilean pare să fie o concretizare a gândului lui Egor de a o picta pe domnișoara Christina în stilul său propriu. Domnișoara Christina se află în planul central al tabloului lui Dimitrie Gavrilean; tânăra femeie are părul auriu, o pălărie mare, o rochie într-o combinație de albastru, maro și cărămiziu, o umbreluță. Figura personajului este una tristă, contrastând cu silueta în aparență liniștită. Fundalul este format din câmpia dunăreană, atinsă de arșiță, și conacul familiei, schițate rudimentar. Decorul natural este prezentat în amurg, culorile închise (roșu și negru) dându-i un aspect sumbru ce ilustrează spațiul temporal nocturn în care apare personajul. Contrastul între serenitatea domnișoarei Christina și decorul apăsător exprimă starea de tristețe a fetei plecată prea tânără din lumea celor vii și după care tânjește.